# یواس‌اس سیلوربل (ای‌ان-۵۱)
یواس‌اس سیلوربل (ای‌ان-۵۱) (به انگلیسی: USS Silverbell (AN-51)) یک کشتی است که طول آن ۱۹۴ فوت ۶ اینچ (۵۹٫۲۸ متر) می‌باشد. این کشتی در سال ۱۹۴۳ ساخته شد.